# Jakob I. (England)

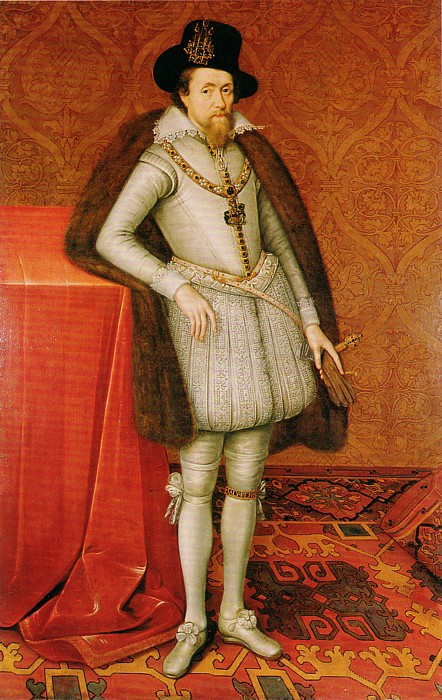
Porträt des etwa vierzigjährigen Königs von John de Critz, um 1606

Jakob (* 19. Juni 1566 in Edinburgh, Schottland; † 27. März 1625 in Theobalds Park, Grafschaft Hertfordshire, England), englisch James, war ab 1567 als Jakob VI. bzw. James VI. König von Schottland und ab 1603 bis zu seinem Tod zusätzlich als Jakob I. König von England und König von Irland. Er gab den  Auftrag zu einer neuen Bibelübersetzung (der einflussreichen „King-James-Bibel“).

## Leben

### König von Schottland

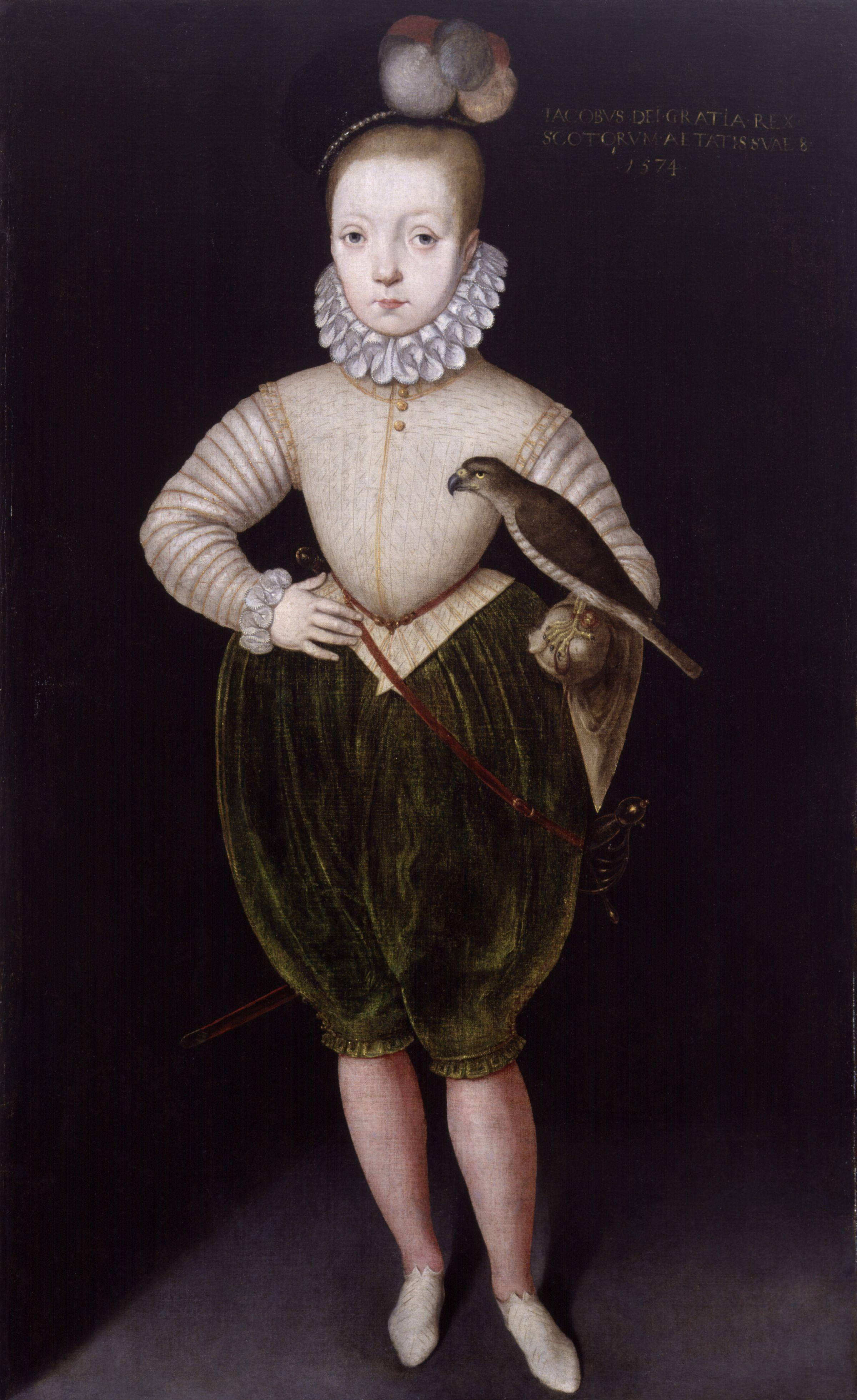
Jakob als Knabe, um 1580

James wurde am 19. Juni 1566 als Sohn von Maria Stuart, Königin von Schottland, und deren zweitem Ehemann Henry Stuart, Duke of Albany, besser bekannt als Lord Darnley, in Edinburgh geboren. Er wurde in Stirling Castle römisch-katholisch getauft und erhielt den Namen Charles James. Anlässlich seiner Taufe fand das erste schriftlich dokumentierte Feuerwerk in Schottland statt.
Als Maria Stuart ein Jahr später im Loch Leven Castle gefangengesetzt wurde und abdanken musste, wurde James als Säugling unter dem Namen Jakob VI. zum schottischen König ernannt. Seine Krönung fand am 29. Juli 1567 in Stirling statt. Er verbrachte seine Kindheit in Stirling Castle. Während seiner Minderjährigkeit übten mehrere aufeinanderfolgende Regenten die Macht aus, zunächst sein erster Vormund, James Stewart, 1. Earl of Moray, ein Halbbruder seiner Mutter. Nach der Ermordung des Regenten Moray durch einen Anhänger Marias am 23. Januar 1570 brach in Schottland ein Krieg zwischen der Partei des Königs (Jakob VI.) und der Partei der Königin (Maria Stuart) aus. Offizieller Regent wurde sein Großvater Matthew Stewart, 4. Earl of Lennox, Darnleys Vater, der ein Jahr später ebenfalls von Marias Parteigängern ermordet wurde, schließlich John Erskine, 18. Earl of Mar, der 1572 starb. Unter ihm wurde der Puritaner George Buchanan sein Hauslehrer, Jakob wurde nun zum Protestanten erzogen. Die strenge und durch häufige Prügelstrafen geprägte Erziehung verleidete ihm aber den religiösen Puritanismus.

Jakob als Zwanzigjähriger, 1586

Erst nach 1572 kam es zu einer Phase von Stabilität unter James Douglas, 4. Earl of Morton. Er bezwang mit Hilfe einer englischen Streitmacht die letzten Anhänger Maria Stuarts auf Edinburgh Castle. Morton sicherte als Regent die von Elisabeth I. gewünschte proenglische und protestantische Herrschaft. Morton musste 1578 als Regent zurücktreten. Der zwölfjährige Jakob VI. wurde in aller Form zum König erklärt. 1579 kam aus Frankreich Esmé Stuart, Sieur d’Aubigny, seit 1580 Earl of Lennox, der mit Unterstützung des Hauptmanns James Stewart, von 1580 bis 1585 Earl of Arran, die Kontrolle über König und Königreich gewann. Lennox hatte sich dem König zuliebe vom katholischen Glauben losgesagt, wurde aber von den schottischen Lords verdächtigt, weiter daran festzuhalten. Zudem vermutete man, dass er einen verderblichen Einfluss auf die homoerotischen Neigungen des Königs haben könnte. Er wurde auf Ruthven Castle festgesetzt und schließlich nach zehn Monaten Haft gezwungen, nach Frankreich zurückzukehren.
1582 verschwor sich eine Gruppe von Adligen, die eine mögliche Rückkehr von Maria Stuart nach Schottland verhindern wollten. Ihre Verschwörung mündete in den Ruthven Raid, einen – letztlich gescheiterten – Staatsstreich unter Führung von William Ruthven, 1. Earl of Gowrie, am 22. August 1582. Der König wurde bei einer Jagd in Angus unweit von Ruthven Castle entführt und fast ein Jahr lang dort und auf anderen Burgen der Aufständischen gefangen gehalten.
1584 bestätigte das Parlament die Vorherrschaft der Krone über die Kirche, was radikale Minister und die Ruthven-Lords ins englische Exil zwang. Unter dem Kanzler John Maitland, 1. Lord Maitland of Thirlestane (1537–1595), wurde die königliche Macht weiter konsolidiert. 1586 schloss Jakob im Vertrag von Berwick ein Bündnis mit England gegen Spanien, an dem er auch festhielt, nachdem seine Mutter 1587 im Auftrag der englischen Königin Elisabeth I. hingerichtet worden war, wiewohl er formell gegen die Exekution protestierte.
Am 20. August 1589 wurde seine Ehe mit Anna von Dänemark, Tochter des Königs Friedrich II. von Dänemark, durch Stellvertreter geschlossen. Die persönliche Trauung wurde am 23. November 1589 im damals dänischen Oslo nachgeholt. 1590 wurde Anna zur Königin gekrönt. Die 1590er Jahre waren in Schottland von Auseinandersetzungen zwischen Katholiken und Protestanten geprägt. Obwohl sich Anna und Jakob zu Beginn ihrer Ehe recht nahestanden, verschlechterte sich ihre Beziehung mit fortschreitender Ehedauer. Vor allem die Übergabe von Annas Erstgeborenem in die Pflege von Lord und Lady Carr führte zur Entfremdung. Obwohl als Protestantin aufgewachsen, konvertierte Anna kurz nach der Heirat zum Katholizismus. Dies führte zu einem Ansehensverlust und brachte Jakob in eine unangenehme Lage, als er 1603 König von England wurde.

### König von England, Irland und Schottland

Königliches Wappen Jakobs I.

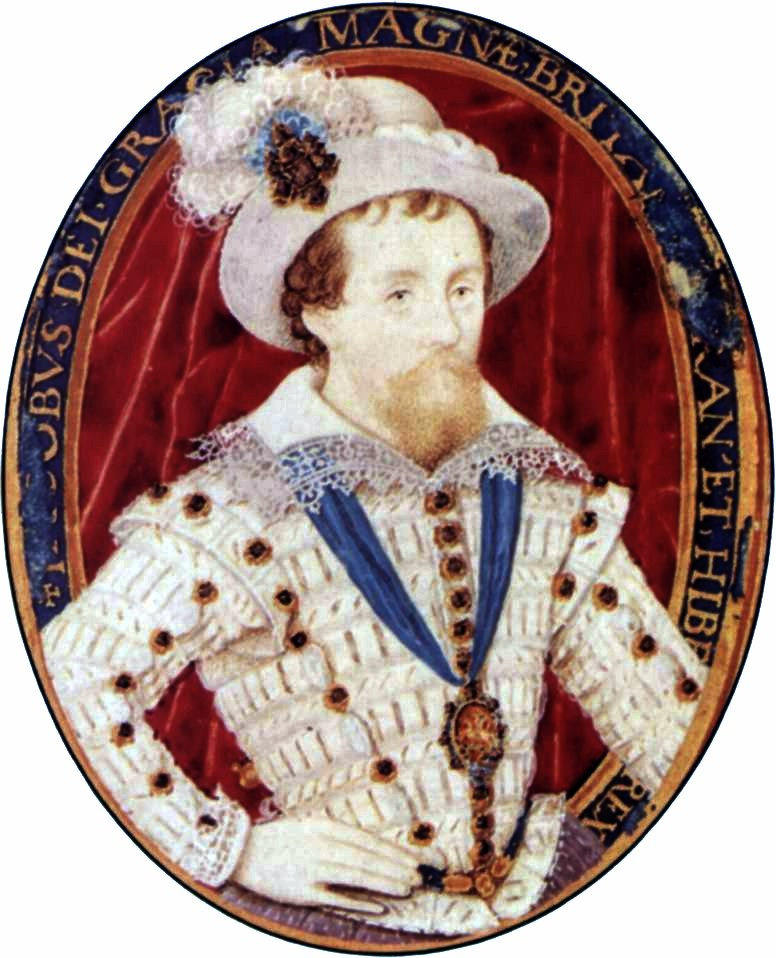
Porträt von Nicholas Hilliard, 1603–1609

Als Königin Elisabeth 1603 kinderlos starb, wurde Jakob als Ururenkel des englischen Königs Heinrich VII. (aus der Linie über dessen älteste Tochter Margaret) auch zum König von England und von Irland gekrönt. Damit begann die Herrschaft der Stuarts in diesen Ländern. Schottland regierte James von nun an nach eigener Aussage aus der Ferne „mit der Feder“ und kam erst 1617 wieder in sein Heimatland. Von Anfang an versuchte Jakob, die fragile Personalunion zwischen den beiden Reichen zu festigen. Er proklamierte den bis dahin vorwiegend geographisch verwendeten Begriff Großbritannien als politischen Begriff für seine Königreiche England und Schottland. Er führte den Union Jack, die Überlagerung von englischem Georgskreuz und schottischem Andreaskreuz, als Nationalflagge ein und begann, von Süd- und Nordbritannien anstatt England und Schottland zu sprechen. Sein Ziel einer baldigen Verschmelzung der beiden Staaten zu einem einzigen Gebilde konnte er aber nicht erreichen – weder im englischen noch im schottischen Parlament fand sich dafür eine Mehrheit.

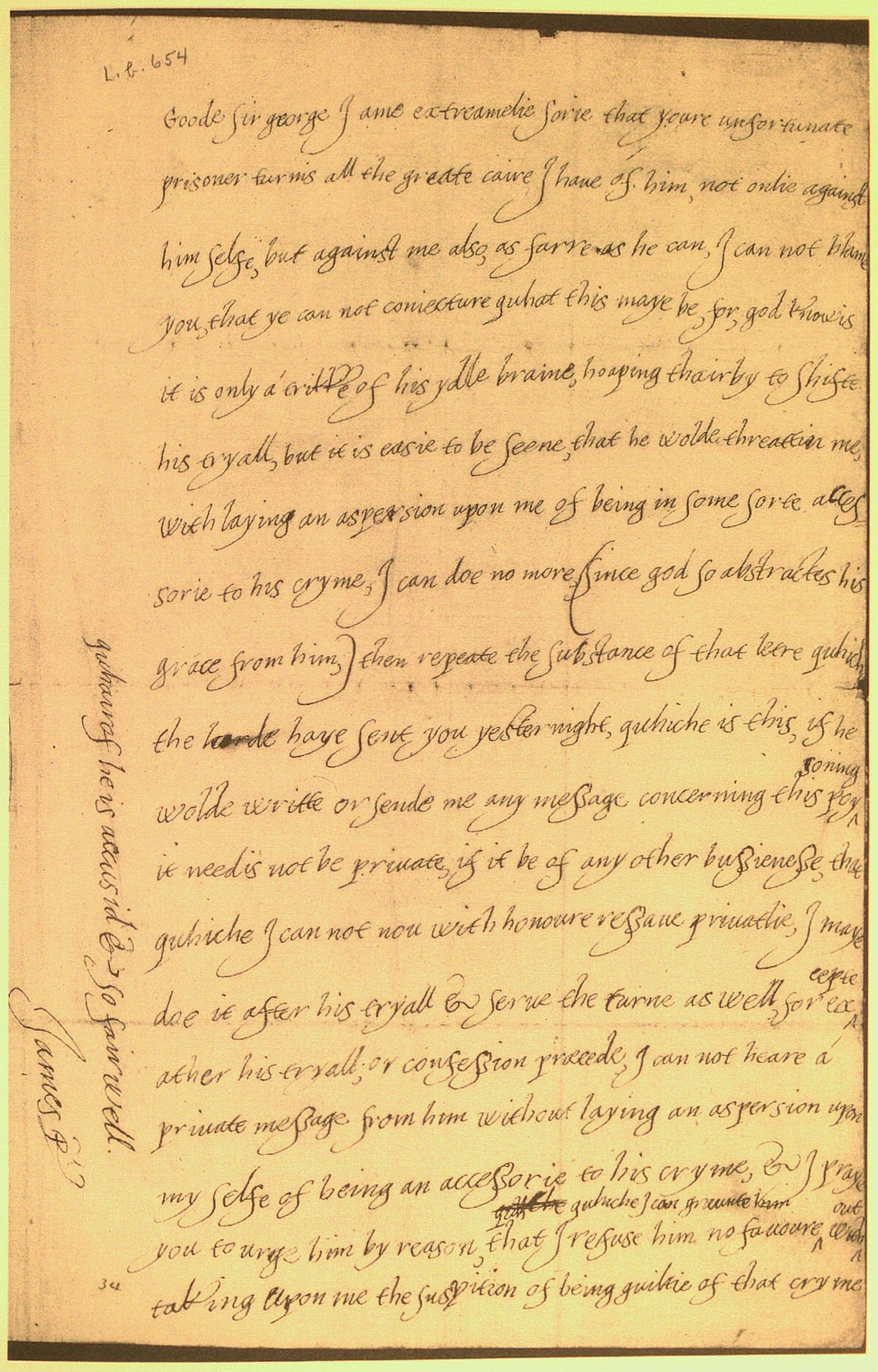
Ein eigenhändiger Brief Jakobs I. an Sir George More, Mai 1616. Washington (D.C.), Folger Shakespeare Library, MS. L. b. 654

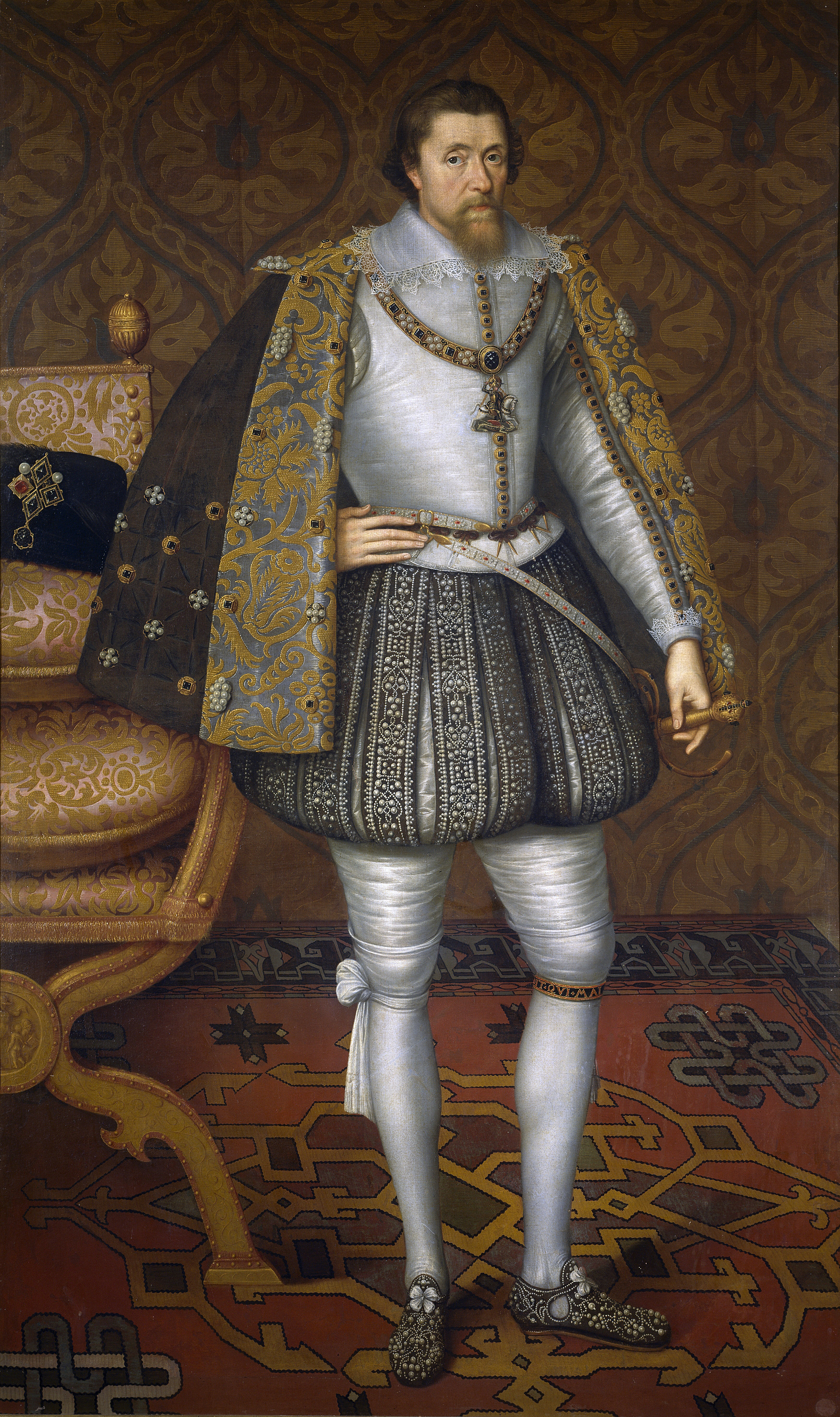
Porträt von John de Critz oder Paul van Somer, um 1606

Jakobs Herrschaft in England war durch die politischen Gegensätze zum Parlament geprägt; eine gewaltsame Eskalation des Konflikts konnte aber noch vermieden werden. 1605 wurde die Schießpulververschwörung (Gunpowder Plot) in letzter Minute aufgedeckt, mit der radikale englische Katholiken einen Anschlag auf König und Parlament verüben wollten. 1606 teilte Jakob Nordamerika in zwei Hälften: Vom 34. Grad nördlicher Breite bis zum 41. Grad sollte das Gebiet der London Company reichen, vom 41. Grad bis zum 45. Grad das Gebiet der Plymouth Company. 1607 gründete die London Company (auch Virginia Company of London genannt) Jamestown (Virginia), die erste dauerhafte englische Siedlung in Nordamerika. 1620 segelten die puritanischen Pilgerväter auf der Mayflower nach Amerika und begründeten die erste Kolonie in Neuengland.

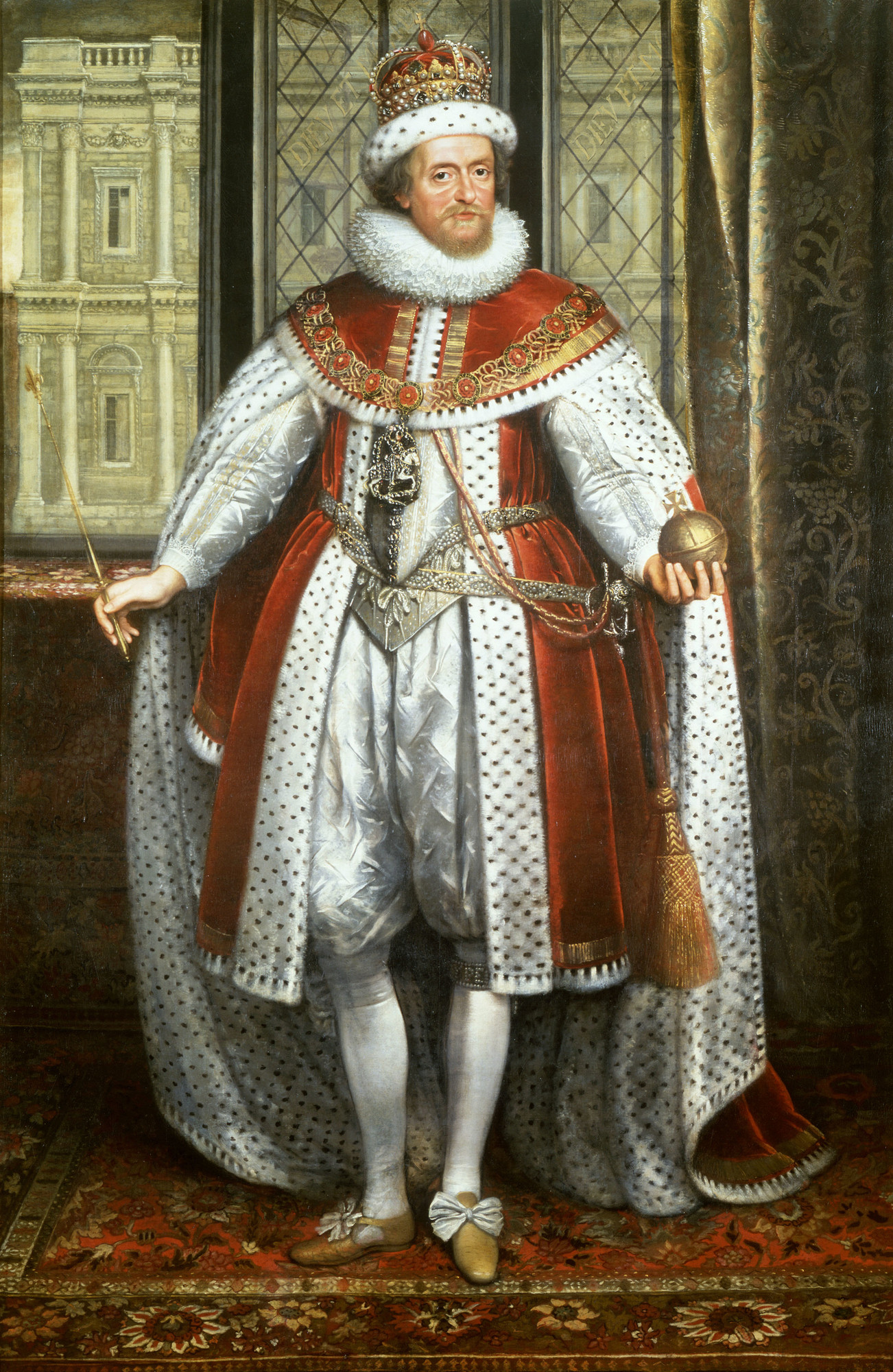
Jakob I. in Staatsrobe, Porträt von Paul van Somer, um 1620

König Jakobs Verhältnis zum englischen Parlament war höchst angespannt. Das damalige Regierungssystem machte es ihm unmöglich, ohne Zustimmung des Parlamentes ausreichende Einnahmen zu erzielen. Das stand im Gegensatz zu seinen Vorstellungen eines gottgegebenen Königtums. Aus diesem Grund weigerte er sich oftmals, auf Kritik oder Eingaben des Parlaments überhaupt zu reagieren, und trat gegenüber den Parlamentsvertretern eher undiplomatisch auf. Er machte den Titelverkauf zu einer Einnahmequelle: Seit 1611 vergab er die Ritterwürde gegen Zahlung von 1.000 Pfund, wofür die Erwerber sich Baronets nennen durften, und auch Peerswürden samt ihren Sitzen im House of Lords wurden massenhaft an reiche Bürger verkauft: Von 1611 bis zum Ende der Regierungszeit des Enkels Jakob II. 1688 wurden an die 200 Peerswürden neu verliehen. Anfang 1622 eskalierten die Differenzen, und am 8. Februar des Jahres löste Jakob I. das Parlament auf, nachdem seine Pläne für eine Heirat zwischen seinem Sohn Charles und der katholischen Prinzessin Maria Anna von Spanien nicht gebilligt worden waren.

Postumes Porträt von Jakob I., 1652

Es wird spekuliert, ob Jakob homosexuelle Neigungen hatte; jedenfalls unterhielt er sehr enge persönliche Freundschaften zu verschiedenen Höflingen. Der Einflussreichste unter ihnen war George Villiers, 1. Duke of Buckingham, der seine Stellung auch noch unter Jakobs Nachfolger Karl I. behaupten konnte. Jakob schrieb ein Buch über Dichtkunst und versammelte einen Dichterkreis an seinem Hof (Castalian Band), zu der unter anderem Alexander Montgomerie gehörte. Auf Anordnung Jakobs wurde 1591 eine junge Dame der Gesellschaft auf dem Scheiterhaufen verbrannt, da sie sich von ihrer Hebamme ein Mittel gegen den Geburtsschmerz geben lassen wollte, was als Verstoß gegen die göttliche Ordnung angesehen wurde. Jakob galt als Befürworter der Hexenverfolgung, die er in seinem 1597 veröffentlichten Traktat über Dämonologie verteidigte, in dem er unter anderem der Kritik des Engländers Reginald Scot widersprach. Überlieferungen zufolge, die heute allerdings in Zweifel gezogen werden, habe er dessen hexenskeptisches Werk Discovery of Witchcraft (1584) nach seinem Regierungsantritt 1603 sogar verbrennen lassen. 1604 erließ Jakob ein neues, strengeres Hexengesetz, das erst 1736 aufgehoben wurde. Allerdings warnte er auch vor den Gefahren einer Verfolgung aufgrund unbewiesener Anschuldigungen. Zu massiven Hexenverfolgungen kam es während seiner Regierungszeit in England nicht mehr, im letzten Jahrzehnt seiner Herrschaft wurden fünf Menschen wegen Hexerei hingerichtet.
Die Wahl seines Schwiegersohnes, des Kurfürsten Friedrich V. von der Pfalz, zum böhmischen „Winterkönig“ (1619/20) missbilligte er als unnötige Provokation des Habsburgerkaisers, unterstützte Friedrich jedoch nach seiner Vertreibung aus Böhmen mit Geld; insbesondere finanzierte er die Truppen des Grafen von Mansfeld zur Rückeroberung der Pfalz, welche von spanisch-habsburgischen Truppen besetzt worden war – allerdings vergeblich. Zu diesem Zweck bemühte er sich auch um ein Bündnis mit Spanien und bot eine Heirat seines Sohnes und Thronerben Karls mit einer spanischen Königstochter an. Die eng mit Wien liierten Spanier reagierten aber zurückhaltend und verlangten eine Konversion Karls zum Katholizismus, was eine Heirat unmöglich machte. Karl reiste daraufhin eigenständig nach Madrid um die Heirat doch noch möglich zu machen. Er wurde jedoch abgewiesen und zurück nach England geschickt.
Jakob starb am 27. März 1625. Sein ältester Sohn Heinrich, Prince of Wales, war schon 1612 gestorben, sodass sein jüngerer Sohn Charles als Karl I. Nachfolger in allen drei Ländern wurde. Dieser heiratete sodann eine französische Prinzessin und ging ein Bündnis mit Frankreich ein, dem Erzfeind der Habsburger.
Während Jakobs Leistungen als König von England widersprüchlich beurteilt werden, gilt er als außerordentlich erfolgreicher schottischer König, der Staat und Gesellschaft entscheidend umgestaltete. Der talentierte, berechnende und geistvolle Jakob wurde auch als „weisester Narr der Christenheit“ bezeichnet. Im Auftrag Jakobs wurde eine Bibelübersetzung in die englische Sprache angefertigt, die 1611 erstmals erschien und tiefgreifenden Einfluss auf die englische Kirche, deren Oberhaupt er war, und auf die englische Literatur erlangen sollte. Als King-James-Bibel ist sie bis heute eine der bekanntesten englischsprachigen Bibelausgaben.

### Ehe und Nachkommen
Jakob I. heiratete am 20. August 1589 Prinzessin Anna von Dänemark. Mit ihr hatte er die Kinder
- Henry Frederick (1594–1612)
- Kind, totgeboren 1595
- Elizabeth (1596–1662), Gemahlin des Kurfürsten Friedrich V. von der Pfalz, des „Winterkönigs“
- Margaret (* 29. Dezember 1598), starb einjährig 1600
- Charles (1600–1649), deutsch Karl I., war König von England von 1625 bis 1649
- Robert Bruce (1602–1602), Duke of Kintyre and Lorne, starb schon nach vier Monaten
- Sohn, starb 1603 kurz nach der Geburt
- Mary (* 18. April 1605), starb als Zweijährige
- Sophie (* 22. Juni 1606), starb am nächsten Tag